# Cashback (film)
Pour les articles homonymes, voir Cashback (homonymie).
Pour plus de détails, voir Fiche technique et Distribution.
Cashback, ou Cashback : La beauté du temps au Canada francophone, est un film britannique réalisé par Sean Ellis et sorti en 2006. C'est une adaptation de son court métrage sorti en 2004.

## Synopsis
Ben Willis, étudiant aux Beaux-Arts, se fait plaquer par sa petite amie Suzy. Il réagit très violemment à leur séparation et cela le trouble particulièrement. Devenu insomniaque à la suite de cette rupture, il se met à travailler de nuit au supermarché du coin pour tuer le temps, mais surtout pour arrêter de penser à elle.
Là, il fait la connaissance de quelques personnages hauts en couleur qui cultivent, chacun à leur manière, l'art de tromper l'ennui pendant les longues heures de travail.
L'art de Ben consiste à imaginer qu'il suspend le temps, ce qui lui permet d'apprécier « en mode pause »  la beauté du monde et des êtres qui le peuplent. Il est particulièrement sensible au charme de Sharon, la discrète hôtesse de caisse, qui détient peut-être la clé de ses insomnies.

## Fiche technique
- Titre : Cashback
- Titre québécois : Cashback : La beauté du temps
- Réalisation : Sean Ellis
- Scénario : Sean Ellis
- Musique : Guy Farley
- Photographie : Alex Barber et Angus Hudson
- Montage : Carlos Domeque et Scott Thomas
- Décors : Sharon Seymour
- Costumes : Morgan Kennedy
- Production : Lene Bausager et Sean Ellis
- Société de production : Left Turn Films
- Société de distribution : Gaumont
- Pays de production :  Royaume-Uni
- Langue originale : anglais
- Format : couleurs - Scope - HD Video - Dolby Digital
- Genre : comédie dramatique
- Durée : 94 minutes
- Dates de sortie :
  - France : 17 janvier 2007

## Distribution
- Sean Biggerstaff (VF : Donald Reignoux) : Ben Willis
- Emilia Fox (VF : Laura Préjean) : Sharon Pintey
- Stuart Goodwin (VF : Thierry Ragueneau) : Jenkins, le responsable du supermarché
- Shaun Evans (VF : David Van de Woestyne) : Sean Higgins, le meilleur ami de Ben
- Michael Lambourne (VF : Antoine Lelandais) : Matt Stephens, collègue farceur qui « sort » avec Sharon
- Michael Dixon (VF : Charles Pestel) : Barry Brickman, collègue farceur inséparable de Matt
- Michelle Ryan : Suzy, l'ex de Ben
- Marc Pickering : Brian, collègue obsédé par le kung-fu
- Hayley-Marie Coppin : la jeune fille au pair
- Nick Hancock : Rory
- Frank Hesketh : Ben jeune
- Irene Bagach : une jeune femme figée dans le supermarché[1]
- Daphne Guinness : Anna Shapiro, la galeriste new-yorkaise
- Samantha Bloom : madame Booth, la prof de biologie
- Janine-May Tinsley : Natalie, strip-teaseuse invitée à la fête
- Gayle Dudley : la mère de Natalie
- Keeley Hazell : une jeune femme figée dans le supermarché
- Nadia Alkhashab : une jeune femme figée dans le supermarché
- Chrisitne Fuller : une jeune femme figée dans le supermarché
- Bianca Drakes : la strip-teaseuse habillée en cow-boy
- Jared Harris : Alex Proud, le galeriste britannique (non crédité)

Sources et légende : version française (VF) sur Symphonia Films

## Bande originale
- Casta Diva de l'opéra Norma de Vincenzo Bellini par le London Metropolitan Orchestra
- Snack Bar Lounge d'Evil Nine (aussi connu sous le nom Evil 9)
- Boléro de Maurice Ravel par l'Orchestre de la Suisse Romande
- Baby Scratch My Back de Rick Cardinali
- Inside de The Bang Gang
- Mysterious Ways de Bryan Adams
- Set It Off de Peaches
- You Can't Hurry Love de The Concretes
- Jerk It de The Flirtations (aussi connu sous le nom The Gypsies)
- Last Night a D.J. Saved My Life de Indeep
- You Are Not Through de Evil Nine (aussi connu sous le nom Evil 9)
- Girl Is on My Mind de The Black Keys
- She de Grand Avenue
- The Power of Love de Frankie Goes to Hollywood
- What Else Is There? de Röyksopp